# Krokodýl štítnatý
Krokodýl štítnatý, též krokodil štítnatý (Mecistops cataphractus) je druh krokodýla z čeledi krokodýlovití (Crocodylidae). Dříve byl řazen do rodu Crocodylus, dle nových studií DNA patří do monotypického rodu Mecistops. V roce 2013 byly objeveny dva možné poddruhy či samostatné druhy na základě morfologických a genetických rozdílů. Dle Mezinárodního svazu ochrany přírody se jedná o kriticky ohrožený druh. Řadí se mezi nejméně známé krokodýly světa.

## Výskyt
Krokodýl štítnatý se vyskytuje v Africe, konkrétně v její střední a západní části. Lze ho nalézt na území mezi Senegalem na západě, Tanzanií na východě, Mali, Mauritánií a Čadem na severu a Zambií a Angolou na jihu. K životu dává přednost mělkým vodním plochám v okolí deštných lesů, preferuje především rychle tekoucí toky. Žije převážně ve sladké vodě, někdy ho lze však potkat i ve vodě brakické. Obyčejně plave ponořen těsně pod hladinou.

## Popis
Krokodýl štítnatý je malý až středně velký krokodýl. Obvykle měří 2,5 m, největší exempláře jsou dlouhé až 4,2 m, avšak takto velcí jedinci jsou výjimkou. Samci jsou větší než samice; ostatně pohlavní dimorfismus je vyvinut u všech krokodýlů. Kůže dospělců má žlutohnědé zbarvení s velkými černými skvrnami, hlava je olivová s hnědými skvrnami. Mláďata jsou zelenošedá. Druhové jméno cataphractus poukazuje na šest řad šupin na zádech a v překladu znamená „oděný v brnění”. Charakteristickým rysem tohoto druhu je štíhlý čenich, vysoko na něm jsou umístěny nosní dírky. Má extrémně silný stisk čelistí, v případě vypadnutí zubu mu naroste nový.

## Chování
Samci tohoto druhu jsou velice teritoriální a své území si hlídají před cizími samci. Vetřelce se obvykle snaží zastrašit vynořováním z vody a vystavováním těla, často také dochází k boji. Dominantní samec má právo pářit se se všemi samicemi v jeho území. Rozmnožování probíhá od ledna do července na začátku období dešťů. Pářící rituál probíhá tak, že samec se samicí začnou společně plavat okolo sebe a navzájem se dotýkat, samice někdy vybízí samce, aby ji pronásledoval. Poté dojde k páření. Dva až tři měsíce po kopulaci samice naklade asi 20 poměrně velkých vajec (vejce je zhruba 8 cm dlouhé a 5 cm široké) do předem vyhrabané jamky ve břehu, na kterou poté navrší hromadu bahna a vegetace. Hnízda mohou měřit na výšku až 80 cm a na délku až 2 m. Nacházejí se obvykle ve stinných místech blízko vody. Zhruba po 100 dnech se z vajec vyklubou mladí krokodýli a přivolají cvrlikáním matku, která hnízdo rozhrabe a začne pomáhat mláďatům do vody. Pohlavní dospělosti krokodýli štítnatí dosáhnou po 10 až 15 letech, v zajetí se dožívají 32 až 38 let. Délka života ve volné přírodě není známa.
Potrava krokodýlů štítnatých se skládá především z ryb a jiných vodních živočichů, například žab nebo krabů. Velcí jedinci loví i savce, kteří se přišli napít, například kančily vodní (Hyemoschus aquaticus). Oči a nosní dírky mají krokodýlové umístěny vysoko na hlavě, což jim umožňuje vyčkávat téměř ponořeni pod vodou a pozorovat kořist. Díky štíhlému tělu se mohou rychle pohybovat vodou a do tlamy lapit rybu na otevřené vodě, nebo také potravu hledat v úkrytech mezi kořeny spadlých stromů.

## Ohrožení
Dle Mezinárodního svazu ochrany přírody patřil do roku 1996 krokodýl štítnatý mezi druhy, o kterých chybí údaje. Poté, co byla shromážděna potřebná data, byl přeřazen mezi kriticky ohrožené druhy. Obě populace (v západní a střední Africe) jsou od sebe oddělené, především v západní Africe pak vysoce fragmentované a vystavené sílícímu tlaku ze strany rozpínající se lidské populace, spojeným s dalším úbytkem přirozeného prostředí. Na tyto problémy se nabaluje omezený lov pro maso a rybolov, který způsobuje úbytek kořisti krokodýlů, a také občasné zabíjení krokodýlů omylem chycených v rybářských sítích. Lov pro kůži již v oblasti střední a západní Afriky upadl kvůli poklesu početnosti krokodýlů. Krokodýl štítnatý je zapsán na seznam CITES I.
V současné době existuje snaha o obnovení zredukovaných populací a umělý odchov pro potřeby repatriace. Za lokalitu vhodnou pro repatriaci bylo zvoleno Pobřeží slonoviny a další chráněné oblasti na území západoafrických zemí. Tento záchranný program úzce spolupracuje s národním parkem na území Pobřeží slonoviny, který má zajistit přežití a ochranu nově sem dovezených jedinců. Důležitá je také práce s místními komunitami. Je nutné vzdělávat místní obyvatelé, aby lépe chápali probíhající snahy o záchranu tohoto druhu 
Dospělí jedinci krokodýlů štítnatých nemají přirozené nepřátele, vejce a mláďata ohrožují například vydry skvrnité (Lutra maculicollis) nebo levharti (Panthera pardus). Čerstvě vylíhnutá mláďata se také mohou stát obětí dospělých krokodýlů štítnatých.

## Poddruhy
- Mecistops cataphractus cataphractus, (Cuvier, 1825)
- Mecistops cataphractus congicus, (Fuchs, Mertens & Wermuth, 1974)[2]

## Galerie

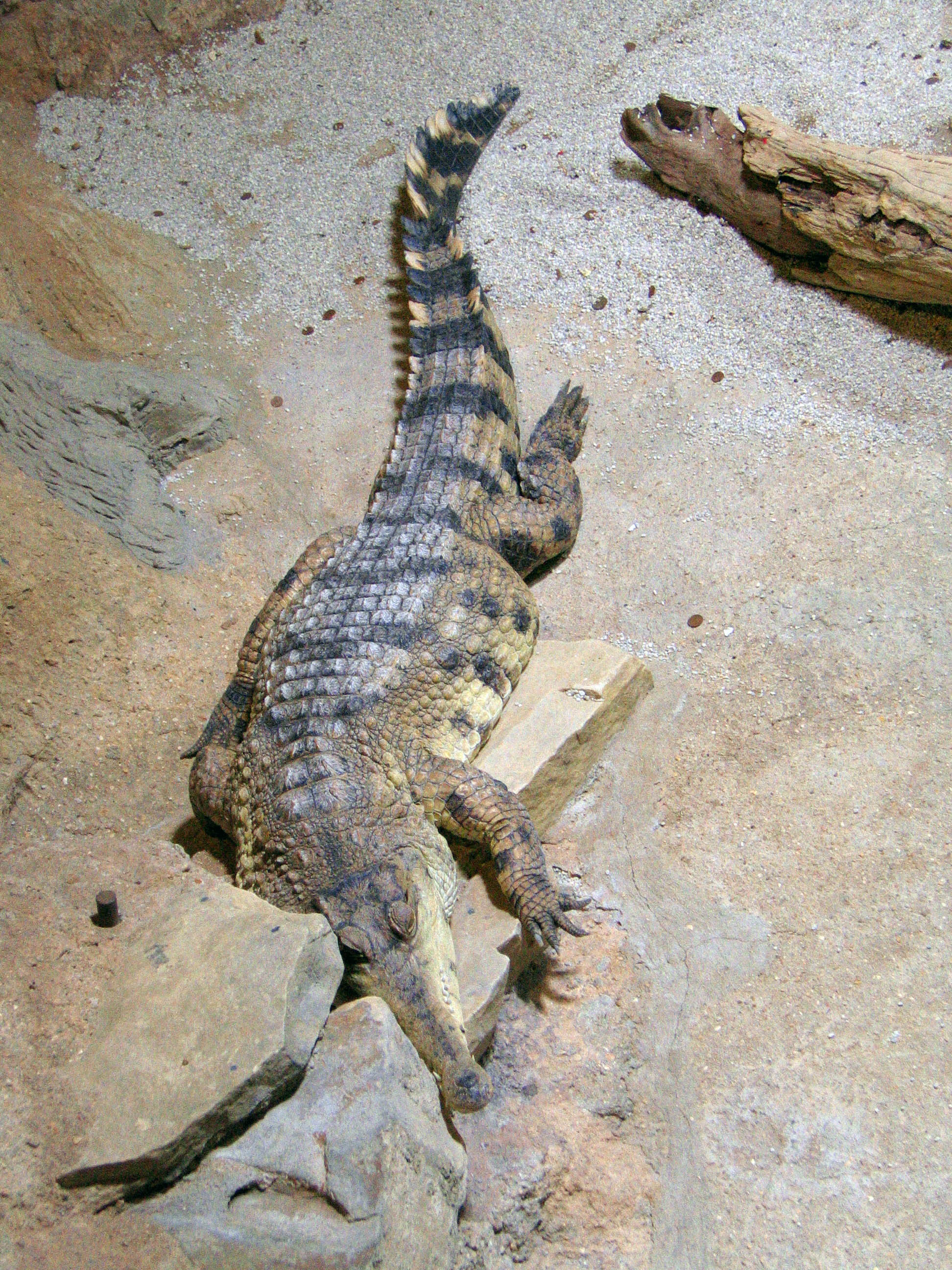
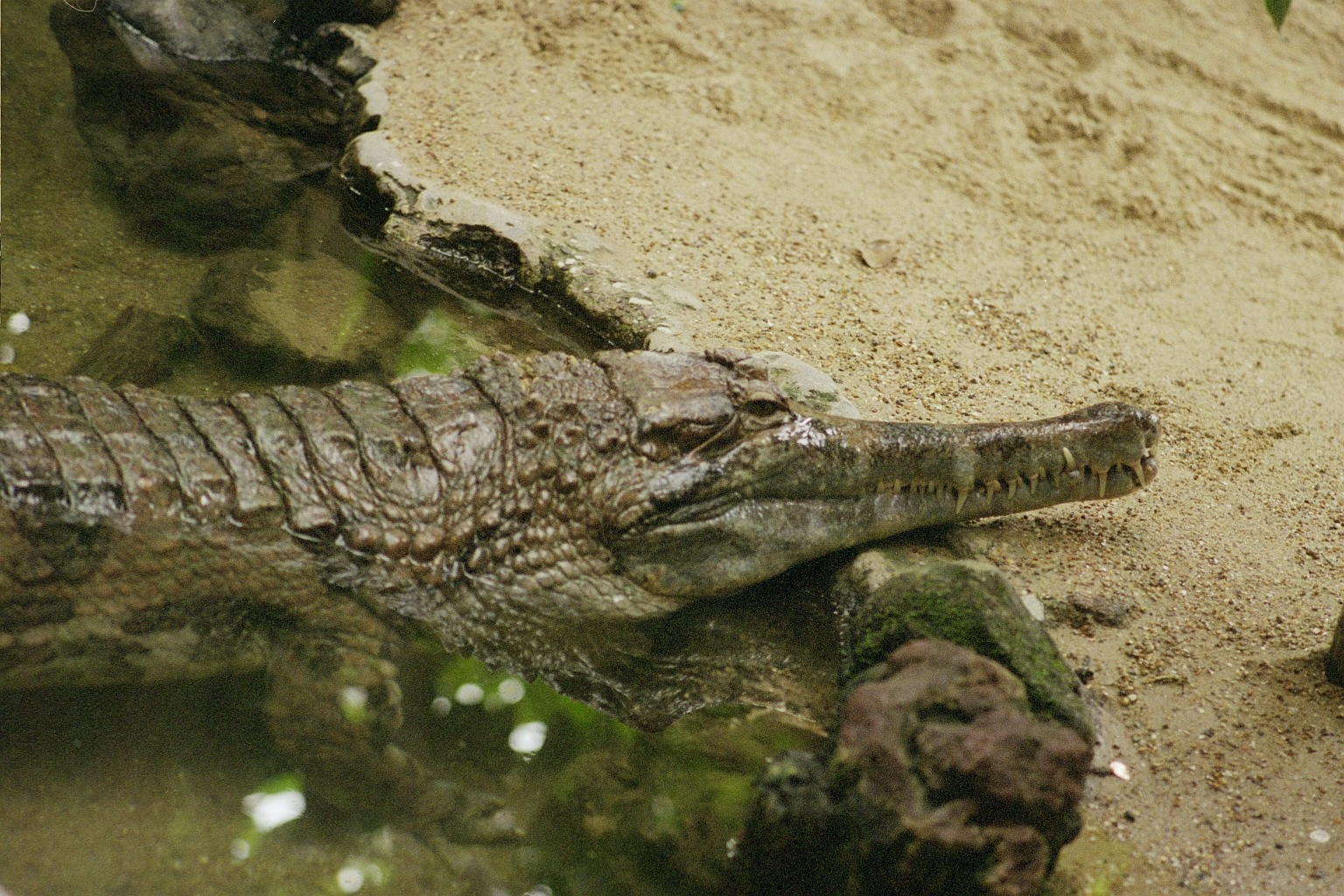
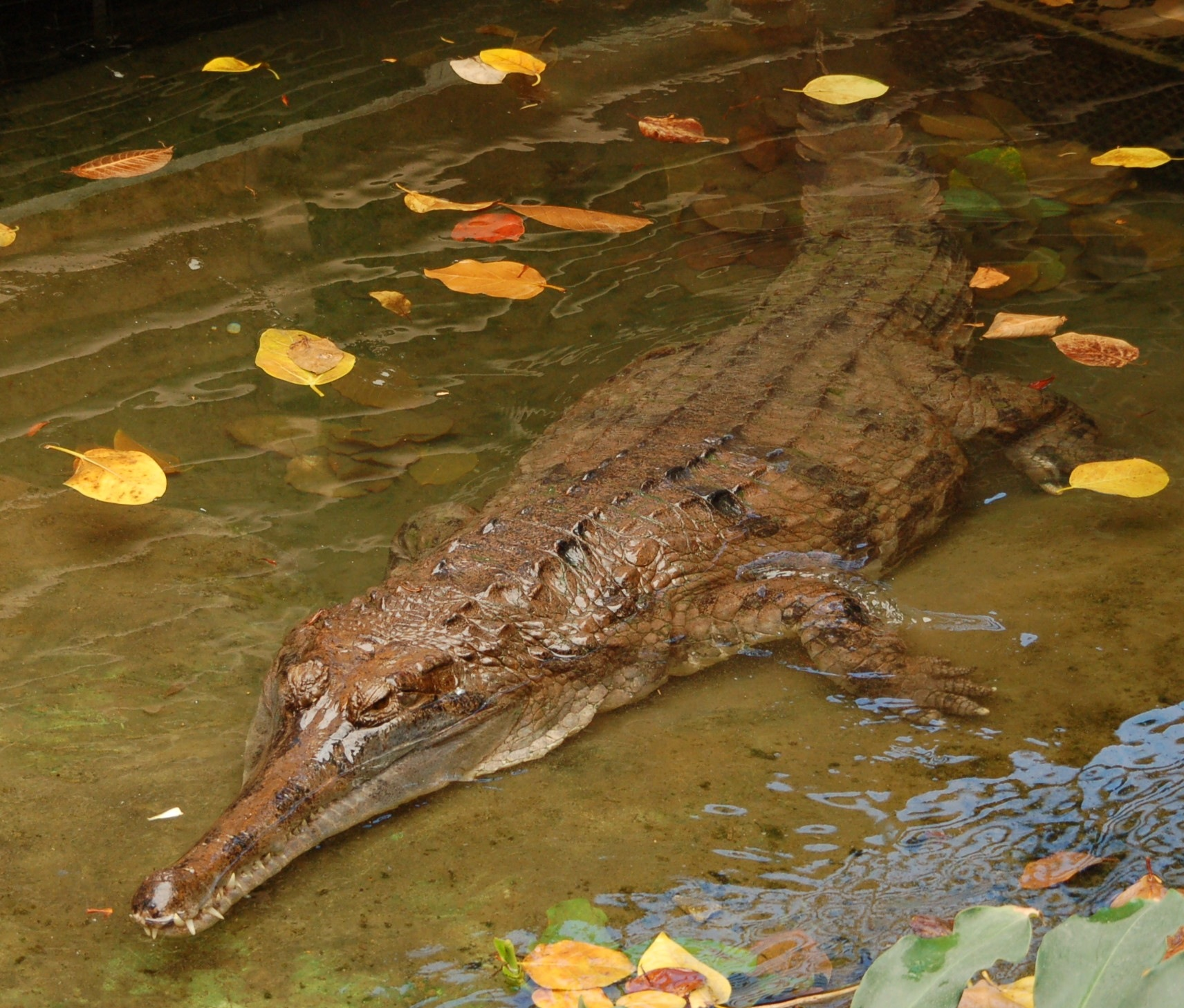
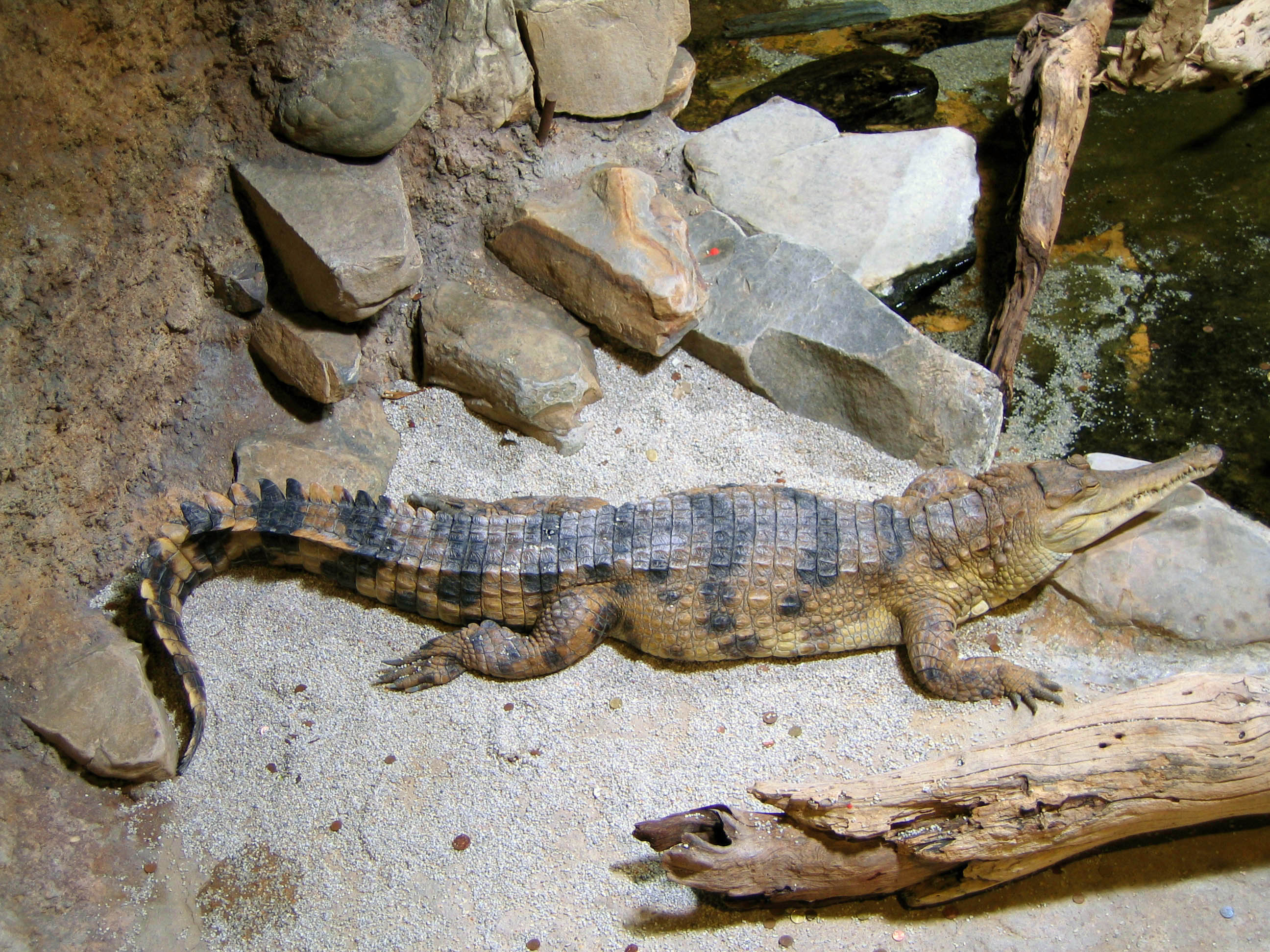